# Юг К'єре
Юг (Гуго) К'єре (фр. Hugues Quiéret; ~1290 р., Пікардія — 24 червня 1340, Сльойс) — французький дворянин, адмірал і воєначальник. Лицар, володар Тур-ан-Віме і Амекура в Пікардії. Перш ніж стати адміралом, обіймав посади радника, камергера, королівського метрдотеля (фр. maître d'hôtel du roi). З 1325 по 1332 роки — сенешаль Бокера і Німа.
Юг став адміралом, потім капітаном Турне, потім адміралом Франції (фр. Amiral de France). Після кількох перемог на чолі французького флоту на самому початку Столітньої війни між Францією та Англією, під час морської битві при Сльойсі в 1340 році він був поранений, захоплений у полон і обезголовлений англійцями.

## Сім'я
Батько Юга, також мав імя Юг та був лицарем і лордом Дур'єза та Франсю (фр. Seigneur de Douriez et de Fransu). Стверджувалось, що родина К'єре походить від володарів Пікардії, хоча генеалогія не може бути відтворена. К'єре мали герб із зображенням «Трьох лілій на горностаєому фоні, що живляться червоними квітами, два леви для прихильників» (фр. D'hermines, à trois fleurs de lys au pied nourri de gueules support: 2 lions), походить від шлюбу Юга К'єре в 1312 році з Бланш д'Аркур. Дід Бланш, Жан II д'Аркур (1240—1302), відомий як «Сильний» (фр. le Preux), був маршалом Франції з 1283 року та один із перших адміралів Франції з 1295 року. У Юга і Бланш було кілька дітей.

## Кар'єра

### Сенешаль Бокера та Німа (1324)
Юг К'єре був зроблений сенешалем Бокера, важливого порту для галер, і Німа. Йому було наказано супроводжувати графиню де Блуа з Монпельє до Шато де Корбей. Він брав участь у Гасконьській війні 1326 року і 8 травня 1332 року підписав наказ про скасування ярмарку в місті Монтаньяк.

### Адмірал (1335)

Герб К'єре

Під час правління Філіпа VI Валуа посаду адмірала Франції було реформовано і її стали менше надавати іноземцям, як це було раніше. 7 грудня 1335 року посада адмірала Франції була надана К'єре як видатному французькому дворянину. Однак це не зробило його верховним командувачем французького флоту, а натомість підлеглим Рауля II де Брієна, коннетабля та капітана-генерала над усіма морськими арміями (фр. capitaine général dessus et devant tous les autres de l'armée de la mer), не дивлячись на те, що Рауль не був компетентним в морській справі. К'єре звернувся за допомогою до графа Фландрії в 1336 році з його левантськими галерами (фр. galères du Levant; Левант, що в даному випадку може означати «східні» або «середземноморські» галери). К'єре вміло організовував флот і відіграв значну роль у вдосконаленні арсеналів у Лере (поряд з Арфлером) і в Кло-де-Гале. Однак він показав себе кращим в організації, ніж у справжньому морському бою.

## Столітня війна
Зі смертю короля Франції Карла IV Красивого старша гілка Капетингів обірвалася. Претензії на французький трон висловив англійський король Едуард III, який через свою матір Ізабеллу доводився онуком Філіппу IV Красивому. Але французькі барони відмовили йому на підставі прийнятого при Філіппові V закону, який не допускав передачі влади по жіночій лінії. Королем обрали Філіппа Валуа, який доводився двоюрідним братом Карлу IV Красивому. 29 травня його урочисто коронували в Реймсі як Філіппа VI. У відповідь на це Едуард III розпочав війну за право отримати корону Франції, яка в подальшому отримала назву Столітня війна.

### Вторгнення в Англію (1338)
Провінції пообіцяли надати кораблі для вторгнення в Англію. Мета цих кораблів полягала в тому, щоб з'єднатися з кораблями французького короля та переправити 4000 чоловік зі зброєю до Англії, уся сила була відома як Велика морська армія (фр. la grande armée de la mer). Підготовка до цієї експедиції була розпочата в Арфлері та Лере — останній був заснований у високе Середньовіччя на березі моря Сени та на петлі, утвореній течією Лезарда, яка петляє та з'єднує болота естуарій, на південний захід від Арфлера (у 1339 році порт у Лере забезпечив 32 кораблі та 3 галери для флоту Філіпа, що перевищувало продуктивність портів Дьеп і Арфлер разом узятих). Підготовка засвідчена наказом від 8 листопада 1338 року, в якому К'єре доручив Томасу Фуке, хранителю арсенала королівських галер (фр. garde du clos aux Galées du roi), який тоді знаходився в Руані (і є найстарішим арсеналом у Франції, відомим як Cloes des Galées, або Clos de Rouen) купити за будь-яку ціну зброю, яку найманці, зібрані в Лере та Арфлері, продали торговцям і яку він запропонував замість цього взяти в експедицію. Однак найважливішим документом про підготовку є «виписка» від 2 липня 1338 року, яка доводила, що флот використовував порох, перше свідчення про використання французами морської артилерії.
У Collection des nationales françaises написано:
|  | Таким чином, дуже рано Юг К'єре та його супутники, почувши, що їхні підозри виправдалися і що між Францією та Англією спалахнула війна, одного недільного ранку прийшли в гавань Хантонн (Саутгемптон), тоді як народ був на месі; і згадані нормани та генуезці увійшли в місто, і взяли його, і пограбували його, і повністю пограбували, і вбили багато людей, і зґвалтували кількох жінок і дів, що було ганебно, і стягнули з їхніх нефів і кораблів велику здобич які вони знайшли в місті, яке було повністю, густо і добре охоронялося, а потім повернулися в свої нефси. |

Це продовжується
|  | ...ви чули, що король Франції Філіп пішов у відставку до Парижа, сповістив усе своє велике військо та сильно посилив свій великий флот, який утримував море, капітанами та командувачами якого були мессір Гуго К’єре, Багуше та Барбейр. . І ці три майстри дотримувалися великої моди на генуезьких, норманських, пікардських і бретонських солдатів; і здійснив багато набігів тієї зими на англійців, і часто піднімався [вгору по Ла-Маншу] аж до Дувра і Сендвіча, Вінчелсі, Рая та інших міст уздовж узбережжя Англії; і англійці дуже боялися їх, тому що вони були настільки сильні на морі, що мали більше 40 000 солдатів у своїй роті; і ніщо не могло зупинити їх ні у вилазці, ні в виїзді до Англії... і тоді вони грабували та грабували; і вбив усіх. |

К'єре також спалив англійські кораблі в Брістолі та Плімуті.

### Битва при Арнемейдені (вересень 1338р.)
Битва при Арнемейдені — морська битва 23 вересня 1338 року, на початку Столітньої війни, у якій французький флот під командуванням адміралів Юго К'єре та Ніколя Бегуше напав на невелику флотилію з п'яти англійських великих когів, які перевозили вантаж вовни у Фландрію, що була союзником короля Англії Едуарда III. Це сталося поблизу Арнемейдена, порту острова Вальхерен у Нідерландах. Приголомшені чисельною перевагою та з деякими членами екіпажу, які все ще були на березі, англійські кораблі билися хоробро, особливо «Christopher» з трьома гарматами та однією ручною рушницею (цей бій був першим зареєстрованим випадком використання в Європі морської артилерії) під командуванням Джона Кінгстона, який також був командиром усієї флотилії. Кінгстон здався лише після довгого цілодненного бою і вичерпання всіх засобів оборони. Французи захопили багатий вантаж і взяли п'ять когів у свій флот, а також вбили захоплених англійських полонених, що викликало у англійців обурення. У 1339 році Юг К'єре став капітаном Турне.

### Битва під Сльойсом
Літописи пишуть:
|  | Проте король Франції значно посилив армію, яка тримала море, і велику армію екюмерів, і наказав мессіру Гугу К’єре, Барбверу та іншим капітанам дбати про утримання кордонів Фландрії та не віддавати королю Англії жодного перепочинку, ані дозволити йому взяти жодного порту у Фландрії; і якби вони зазнали невдачі з власної вини, усі б померли від страти. |

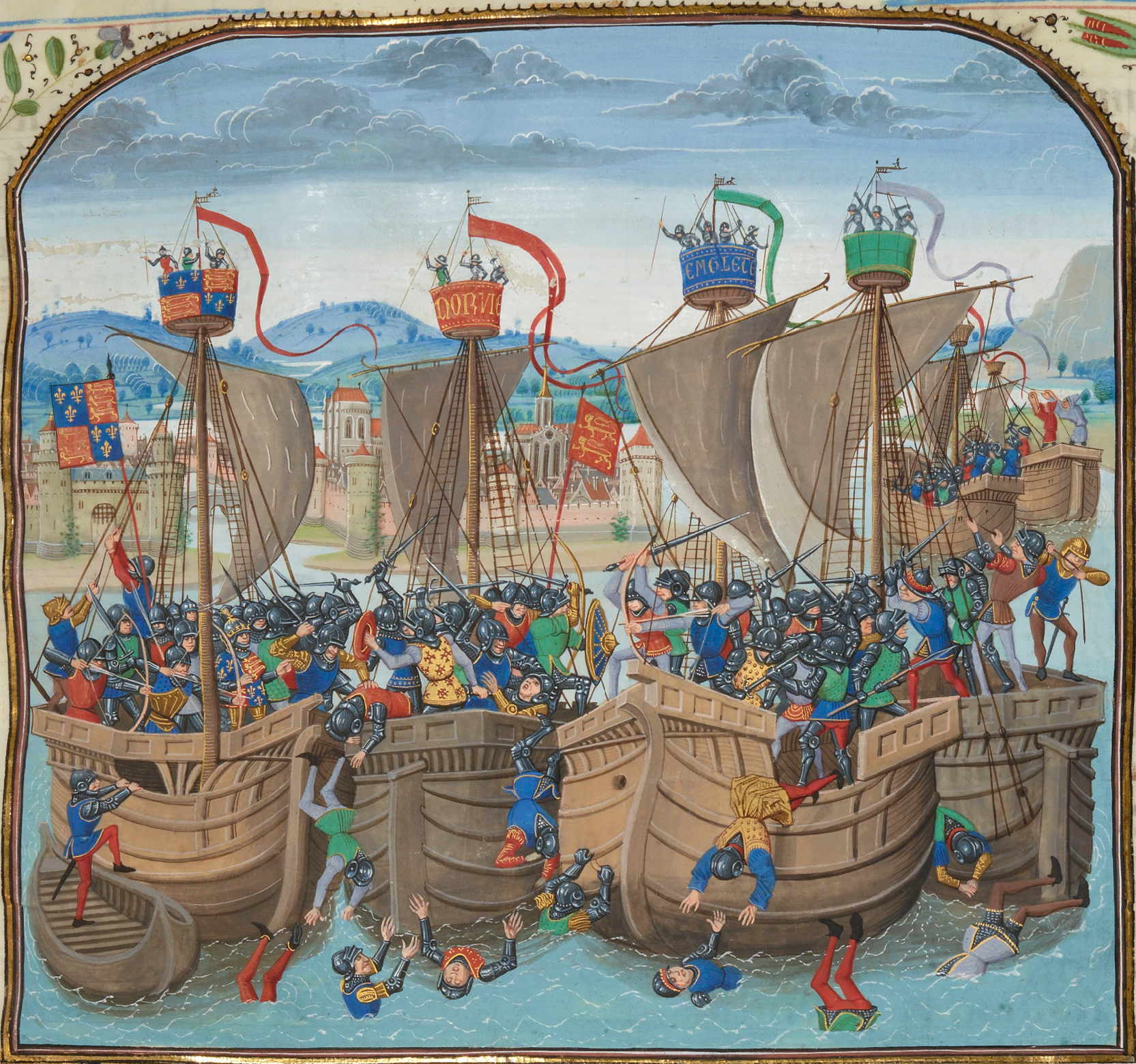
Мініатюра битви в Хроніках Жана Фруассара

24 червня 1340 року в Битві біля Сльойса в лимані Звін (морський рукав, тепер замулений, який вів до Брюгге)  150 англійським кораблям під командуванням Едуарда III протистояв більш чисельний французький флот. Це була перша велика битва Столітньої війни. Окрім сорока середземноморських галер із досвідченими генуезькими екіпажами на чолі з найманцем П'єтро Барбаверою, французи також мали двадцять когів («coques») з 200 озброєними людьми та близько 130 торгових і рибальських кораблів, на кожному з яких було п'ятдесят солдатів. на борту — це загалом близько 30 000 чоловік. Англійський флот мав 150 кораблів, 15 000 солдатів і невідому кількість членів команди. Французьким флотом командували К'єре та Бегуше, але вони були адміністраторами, яким було наказано лише гарантувати безпечний прохід армії, а не досвідченими морякам. Їм було наказано зупинити висадку армії Едварда, і вони розгорнули свій флот у три лінії від одного берега річки до іншого, за винятком чотирьох когів і генуезьких кораблів; усі кораблі в трьох рядах були скуті разом (імовірно, щоб допомогти використати їхню кількість і броню).
Вранці 24 червня з'явилися англійці. Опівдні, породжені припливом і вітром, вони напали. Французькі арбалетники володіли ініціативою, але їх швидко переграла швидкість стрільби валлійських лучників. Після зустрічі флотів відбувся запеклий рукопашний бій. Квієре та Бегуше намагалися оточити корабель Едварда «Ког Томас», і Беюше був поранений у груди. Деякі джерела говорять про те, що К'єре потонув під час бою, але інші стверджують, що він був схоплений і негайно обезголовлений англійцями, незважаючи на його рани, в помсту за різанину, яку він здійснив у Арнемейдені двома роками раніше, а його тіло було кинуто в море. Беюше також був схоплений і повішений на реї власного корабля. У другій половині дня, завдяки зміні напрямку вітру, фламандський флот зміг залишити берег річки і вступити в бій. Французький флот охопила паніка — не маючи іншого способу втекти, окрім як плисти, було вбито від 17 до 20 тисяч французьких солдатів, і лише Барбавері та половині генуезців вдалося втекти. Битва ознаменувала знищення та вирішальну поразку французького флоту.